# جيمي مكنولتي
جيمي ماكنولتي (بالإنجليزية: Jimmy McNulty)‏ هو لاعب كرة قدم محترف، من مواليد 13 فبراير 1985، يلعب في مركز الظهير في نادي روتشديل.

## روابط خارجية
- جيمي مكنولتي على موقع قاعدة بيانات كرة القدم.إي يو (الإنجليزية)
- جيمي مكنولتي على موقع Soccerbase.com (لاعب) (الإنجليزية)